# Вилијам Липскомб
Вилијам Нан Липскомб Мл. (9. децембра 1919 — 14. април 2011.)  је амерички хемичар у области неорганске и органске хемије, добитник Нобелове награде, који је радио на нуклеарној магнетној резонанци, теоријској хемији, хемији бора и биохемији. 

## Биографија

### Преглед
Липскомб је рођен у Кливленду, Охајо. Његова породица се преселила у Лексингтон, Кентаки 1920,, а он је живео тамо док није дипломирао хемију на Универзитету у Кентакију 1941. године. Стекао је своју титулу доктора на Калифорнијском институту за технологију (Калтех) 1946. године. 
Од 1946. до 1959. предавао је на Универзитету у Минесоти. Од 1959. до 1990. био је професор хемије на Универзитету Харвард, где је од 1990. био професор емеритус. 
Липскомб је био ожењен са Мари Адел Сарџент од 1944. до 1983. Имали су троје деце, од којих је једно живело само неколико сати. Оженио се Џин Еванс 1983. Имали су једну усвојену ћерку. 
Липскомб је боравио у Кембриџу, Масачусетс, све док није 2011. године умро од упале плућа.

### Ране године
"Моје рано кућно окружење ... наглашавало је личну одговорност и самопоуздање. Независност се охрабривала нарочито у раним годинама када је моја мајка предавала музику и када је медицинска пракса мог оца заузимала већину његовог времена." 
У школи је Липскомб скупљао животиње, инсекте, кућне љубимце, камење и минерале. 
Интересовање за астрономију довело га је до опсерваторије Универзитета у Кентакију, где му је проф. Х.Х. Доунинг дао копију Бејкерсове Астрономије. Липскомб је стекао многе интуитивне концепте физике из ове књиге и из његових разговора са Доунингом, који је постао Липскомбов доживотни пријатељ. 
Млади Липскомб учествовао је у другим пројектима, попут Морзеових порука преко жица и једноставних радио станица, са пет пријатеља у близини који су постали физичари, лекари и један инжењер. 
Са 12 година, Липскомб је добио мали Гилберт сет из хемије. Проширио га је наручивањем апарата и хемикалија од добављача и коришћењем очеве привилегије као лекара да са попустом купује хемикалије у локалној апотеци. Липскомб је направио властити ватромет и забављао је посетиоце променом боје, мириса и експлозија. Његова мајка је само једанпут преиспитивала његов хоби за кућну хемију, када је покушао да изолује велику количину урее из урина. 
Да је Липскомб постао лекар попут свог оца, био би четврти лекар заредом по мушкој линији Липскомба. 
Извор овог пододељка, осим како је наведено, је аутобиографска скица Липскомба. 

### Образовање
Липскомбов наставник хемије у средњој школи, Фредерик Џонс, дао је Липскомбу своје факултетске књиге о органској, аналитичкој и општој хемији и тражио је да Липскомб само полаже испите. Током предавања Липскомб је у задњем делу учионице урадио истраживање за које је сматрао да је оригинално (али касније је утврдио да није): припрему водоника из натријум формијата (или натријум-оксалата) и натријум-хидроксида. Водио је рачуна о укључивању гасних анализа и тражењу вероватних нус-појава. 
Касније је Липскомб похађао средњу школу физике и освојио прву награду на државном такмичењу на ту тему. Такође је постао веома заинтересован за специјалну теорију релативности. 
На факултету на Универзитету у Кентакију Липскомб је имао музичку стипендију. Тамо је наставио независне студије, читајући Дашманове Елементе квантне механике, Нацрт атомске физике Универзитета у Питсбуру и Полингову Природу хемијске везе и структуру молекула и кристала. Проф. Роберт Х. Бејер предложио је да Липскомб истражи директно припремање деривата алкохола из разблаженог воденог раствора, а да се претходно не одваја алкохол и вода, што је довело до прве Липскомбове публикације. 
За постдипломске школе Липсцомб је изабрао Калтех који му је понудио асистенцију у настави физике по цени од 20 УСД месечно. Универзитет Колумбија одбио је Липскомбову пријаву у писму који је написао Нобеловац проф. Харолд Јури.
На Калтеху је Липскомб намеравао да изучава теоријску квантну механику код проф. В. Хјустона на катедри за физику, али је након једног семестра прешао на одсек за хемију под утицајем проф. Лајнуса Полинга. Делимично је анализирао величину честица дима, али углавном је радио са нитроглицерин - нитроцелулозним потисним горивима, што је обухватало и руковање бочицама чистог нитроглицерина. Кратки Липскомбови аудио-снимци о његовом раду за време 2. светског рата могу се наћи у одељку Спољашње везе на дну ове странице. 
Извор овог пододељка, осим како је наведено, је аутобиографска скица Липскомба. 

### Касније године
Липскомбови ученици обраћали су му се као пуковнику. 1973. године, Липскомб је постао члан почасног Реда пуковника из Кентакија. 
Липскомб је заједно са још неколико добитника Нобелове награде био редовни предавач на годишњим церемонијама доделе награда Иг Нобел, а последњи пут је то било 30. септембра 2010. године. 

## Научне студије
Липскомб је радио у три главна подручја, нуклеарна магнетна резонанца, хемија бора и природа хемијске везе и велики биохемијски молекули. Ове области се повремено преклапају и деле неке научне технике. 

### Нуклеарна магнетна резонанца и хемијске промене
У овом подручју, Липскомб је предложио да: "... напредак у одређивању структуре, за нове врсте полиборана и за супституисане боране и карборане, био би знатно убрзан ако би се нуклеарни магнетни резонантни спектар, а не дифракција рендгенских зрака, могао користити." Овај циљ је делимично постигнут, мада је рендгенска дифракција још увек потребна за утврђивање многих таквих атомских структура. Дијаграм десно показује типични спектар нуклеарне магнетне резонанце (НМР) молекула борана. 
Липскомб је истраживао, "... карборане, С2В10Н12, и места електрофилног напада на ова једињења користећи спектроскопију нуклеарне магнетне резонанце (НМР). Овај рад је довео до Липскомбове публикације опсежне теорије хемијских промена. Прорачуни су дали прве тачне вредности за константе које описују понашање неколико врста молекула у магнетним или електричним пољима. "    

### Хемија бора и природа хемијске везе
Липскомб је првобитно намеравао да проведе неколико година у разумевању борана, а затим да открије систематични опис валенце огромног броја интерметалних једињења којима недостају електрони. Примери ових интерметалних једињења су КНg13 и Сu5Zn7. Од можда 24.000 таквих једињења познате су структуре само 4.000 (2005.). Ова студија није била успешна, али су постигнути прелазни циљеви који укључују везивање бора, довољни да се добије Нобелова награда. 
Троцентрална двоелектронска веза приказана је у диборану (дијаграми десно). 
Липскомбова група није предложила или открила троцентралну двоелектронску везу, нити су развили формуле које дају предложени механизам. 1943, Лонгет-Хигинс, још док је био студент на Оксфорду, први је објаснио структуру и везу хидрида бора. Рад који извештава о томе, написан са његовим учитељем Р.П. Белом, такође преиспитује историју предмета. Липскомб и његови дипломци даље су одређивали молекуларну структуру борана (једињења бора и водоника) користећи рендгенску кристалографију 1950-их и развили теорије како би објаснили њихове везе. 
Лутање атома била је загонетка коју је решио Липскомб у једном од својих неколико радова без коаутора. Једињења бора и водоника имају тенденцију да формирају затворене кавезне структуре. Остали истраживачи су открили више о тим преуређењима.
Етанску баријеру за ротацију (дијаграм на левој страни) прво су тачно израчунали Пицер и Липскомб коришћењем Хартри-Фокове методе. 
„Липскомб и његови сарадници развили су идеју о преносивости атомских својстава, помоћу којих се из тачнијих израчунавања за једноставније, али хемијски сродне молекуле, развијају приближне теорије сложених молекула. . . " 
Каснији добитник Нобелове награде Роалд Хофман био је докторски студент у Липсцомбовој лабораторији. 
Истакнути хемичар који се бавио бором М. Ф. Хоторн вршио је истраживање са Липскомбом. 
Велики део овог рада сажет је у Липскомбовој књизи Хидриди бора, једној од две Липскомбове књиге. 
Нобелова награда за хемију из 1976. године додељена је Липскомбу "за студије о структури бора које осветљују проблеме хемијског везивања". На неки начин ово је наставак рада на природи хемијске везе његовог докторског саветника са Калифорнијског технолошког института, Лајнуса Полинга, коме је 1954. године додељена Нобелова награда за хемију "за истраживање природе хемијске везе и њене примене ка расветљавању структуре сложених супстанци."
Извор за отприлике половину овог одељка је Липскомбово обраћање при добијању Нобелове награде. 

### Структура и функција великих биолошких молекула
Липскомбова каснија истраживања фокусирала су се на атомску структуру протеина, нарочито на то како делују ензими. Његова група користила је дифракцију рендгенских зрака да реши тродимензионалну структуру ових протеина до атомске резолуције, а затим да анализира атомске детаље како молекули раде. 
Слике испод су Липскомбове структуре из банке података о протеинима  приказане у поједностављеном облику са потиснутим атомским детаљима. Протеини су ланци аминокиселина, а непрекидна трака показује траг ланца са, на пример, неколико аминокиселина за свако окретање спирале. 
Карбоксипептидаза А  (лево) је прва испитивана структура протеина из Липскомбове групе. Карбоксипептидаза А је пробавни ензим, протеин који пробавља друге протеине. Карбоксипептидаза А је био много већи молекул од било чега раније решеног. 
Аспартат карбамоилтрансфераза (десно) је била друга испитивана структура протеина из Липскомбове групе. Аспартат карбамоилтрансфераза била је много већи молекул од било чега раније решеног. 
Фруктоза-1,6-бисфосфатазу (лево) и њен инхибитор проучавала је Липскомбова група у сарадњи са Metabasis Therapeutics, Inc., и Ligand Pharmaceuticals  у 2010, истражујући могућност проналажења лечења дијабетеса типа 2. 

### Остали резултати
Минералог Џон Грунер, који га је први пут то створио вештачки, назвао је минерал по професору Липскомбу - Липскомбит (слика десно). 
Липскомб и његови студенти проучавали и су друга важна једињења. Међу њима су хидразин, азот-моноксид, метал-дитиоленски комплекси, метил етилен-фосфат, живини амиди, (NО)2, кристални хидроген флуорид, Русинова црна со, (PCF3)5, винкристин, који се користи у неколико терапија против рака. 

## Награде и признања
- Guggenheim Fellow, 1954[16]
- Сарадник American Academy of Arts and Sciences in 1960.[17]
- Члан National Academy of Sciences САД
- Члан Faculty Advisory Board of MIT-Harvard Research Journal
- Инострани члан Royal Netherlands Academy of Arts and Sciences (1976)[18]
- Nobel Prize in Chemistry (1976)

Комплетна листа Липскомбових награда и признања налази се у његовом животопису.